# 科納卡凱 (夏威夷州)
科納卡凱（英語：Kaunakakai）是位於美國夏威夷州茂宜縣的一個人口普查指定地區。

## 地理
科納卡凱的座標為21°05′20″N 157°00′45″W / 21.08889°N 157.01250°W，而該地最高點為海拔高度6米（即20英尺）。

## 人口
根據2010年美國人口普查的數據，科納卡凱的面積為42.60平方千米，當中陸地面積為33.20平方千米，而水域面積為9.40平方千米。當地共有人口3425人，而人口密度為每平方千米80.4人。